# Roberta Kalechofsky

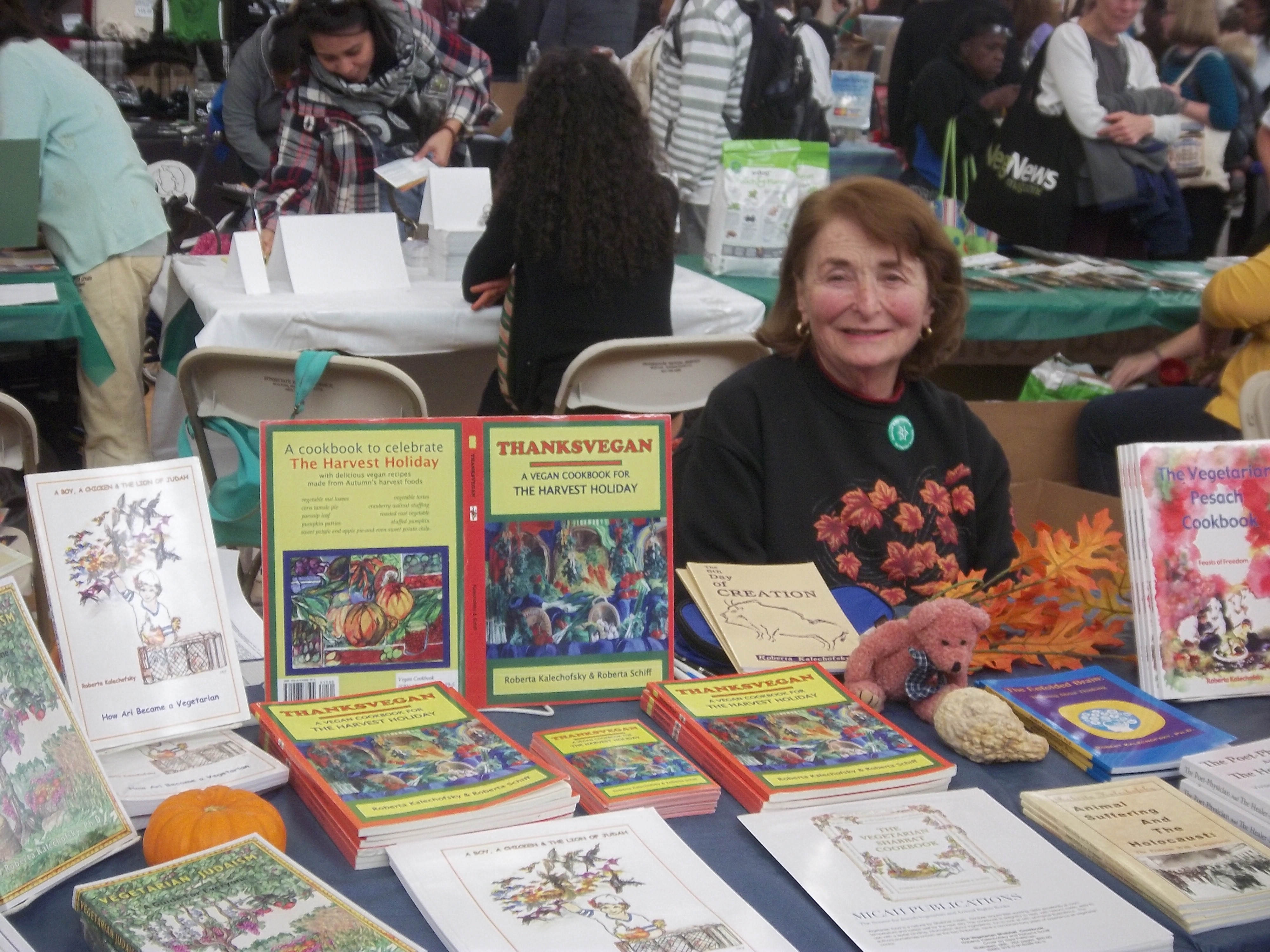
Roberta Kalechofsky

Roberta Kalechofsky (geb. 11. Mai 1931 in Brooklyn, New York City; gest. 5. April 2022) war eine US-amerikanische Schriftstellerin und Tierrechtlerin.

## Leben
Kalechofsky wuchs in Brooklyn auf. Sie studierte am Brooklyn College und anschließend an der New York University. An letzterer promovierte sie 1970 zum Doktor in Englischer Literatur. Daraufhin begann sie, Prosa zu veröffentlichen. 1975 gründete sie den Verlag Micah Publishing, ursprünglich vor allem für Prosaliteratur. Sie unterrichtete am Brooklyn College, dem Salem State College und der University of Connecticut.
In den frühen 1980er Jahren las sie ein Manuskript von Richard Schwartz’ Judaism und Vegetarianism sowie Curzio Malapartes Roman Die Haut. Die Lektüre der beiden Werke einerseits und das neue Wissen über Massentierhaltung und Tierversuchen andererseits bewog sie dazu, Vegetarierin und Tierrechtlerin zu werden. Sie gründete in der Folge die Tierrechtsorganisation Jews for Animal Rights, ihr Verlag publiziert seither vor allem Bücher zu Vegetarismus und Tierrechten.
Ihre Bücher und ihr Einsatz für Tierrechte gründeten sich in ihrem jüdischen Glauben und einer Auslegung des Talmud, wonach keinem lebenden Tier Leiden zugefügt werden soll. Ihre Bücher Haggadah for the Liberated Lamb und Haggadah for the Vegetarian Family, Haggaadot für vegetarische Sederspeisen am Pessachabend, verkauften sich mehr als zehntausend Mal.
Zusammen mit ihrem Mann gab sie die Buchreihe Echad heraus, eine Reihe von Anthologien über zeitgenössische jüdische Literatur aus Lateinamerika, Afrika und Asien.